# 使君子
使君子（學名：Combretum indicum）為使君子科使君子屬植物。本種為古今中外著名的驅蟲藥，於治療小兒病患上至少已有1600多年歷史。
其种加词“indicum”意为“印度的”。

## 名称
本种別稱“留球子、留求子、史君子、史君根、吏君子、水君子、水君葉、四君子、四蜀使君子、病疳子、舀求子、君子仁、索子果、郭砸滿、杜蒺藜子、郎姆活、山羊屎、仰光藤”等

## 分佈
分佈於臺灣、中國大陸、印度、緬甸至菲律賓等地，中國大陸境內分佈於重庆、四川、廣東、廣西及福建等省份。重庆市铜梁区水口镇是全国最大的使君子生产基地，早在清乾隆时期，该镇居民就开始种植使君子，距今已有200多年历史。在2014年，获得国家地理标识的称号。多生長於海拔1000－2500米的山坡、路旁、平地等向陽的灌木叢中。

## 分类
本种最早的学名由林奈所取，所在的使君子属（Quisqualis）曾被视为与风车藤属（Combretum）不同的属，直到1998年才将两属合并，改用现名。
过去也有学者将本种多毛的个体当作本种的变种，称为“毛使君子”（Quisqualis indica var. villosa），但现在已被鉴定为无效，只是本种的异名。

## 形態特徵

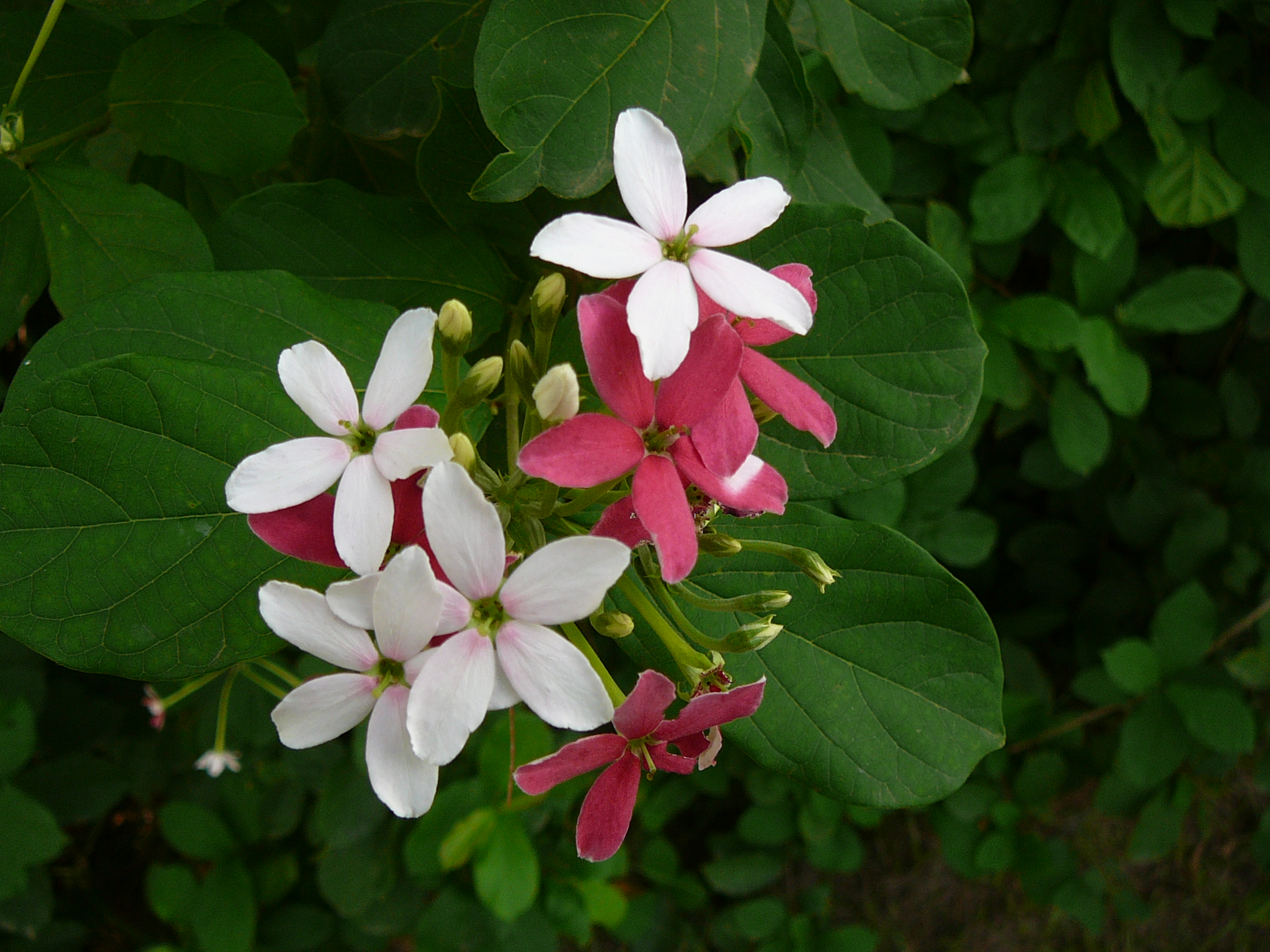
使君子的花初開時為白色後轉變為紅色

使君子是一種攀緣狀藤本植物，幼時呈灌木狀。幼嫩部份披棕黃色短柔毛。葉橢圓形、長圓形至卵狀披針形，對生或近對生，薄紙質，先端漸尖或有時尾尖，基部近圓形，表面近無毛，背面披棕黃色柔毛，全緣或稍呈淺波狀，側脈每邊7－8條，長約5－13厘米，寬約2.5－6厘米；葉柄披毛，無關節，幼時密披棕黃色柔毛，長約1厘米，落葉後宿存的葉柄基部逐漸硬化成剌狀體。
花為近傘房狀的穗狀花序，頂生，有花10餘朵，兩性；苞片卵形至線狀披針形，披毛，早落，長約5－8毫米；花萼綠色，萼裂片三角形，頂端有5枚小齒，披毛；萼管細長，披疏黃色短柔毛，長約5－9厘米；花瓣5片，長圓形或倒卵狀長圓形，頂端鈍圓，初開時為白色後轉變為紅色，長約1.2－2.4厘米，寬約2－10毫米；雄蕊10枚，花絲呈2輪高低排列，上輪著生於柱頭上方，伸出冠外，下輪生於柱頭下方，不伸出冠外；子房下位，呈紡錘形，披毛，5棱，1室，胚珠3顆；花柱柔弱，基部與萼管貼合，上部分離，略伸出冠外；柱頭微擴大，兩側稍扁平。果為核果，青黑或褐色，卵形至紡錘形，頂端狹尖，基部鈍圓，有明顯的圓形果梗痕，具5條縱棱，偶有4－9棱，無毛，革質，成熟後頂部開裂，開裂為3－5瓣，長約2.5－4厘米，寬約1.2－3.3厘米。種子1顆，圓柱狀紡錘形，白色，有多數縱皺紋，長約2.5厘米，寬約10毫米。

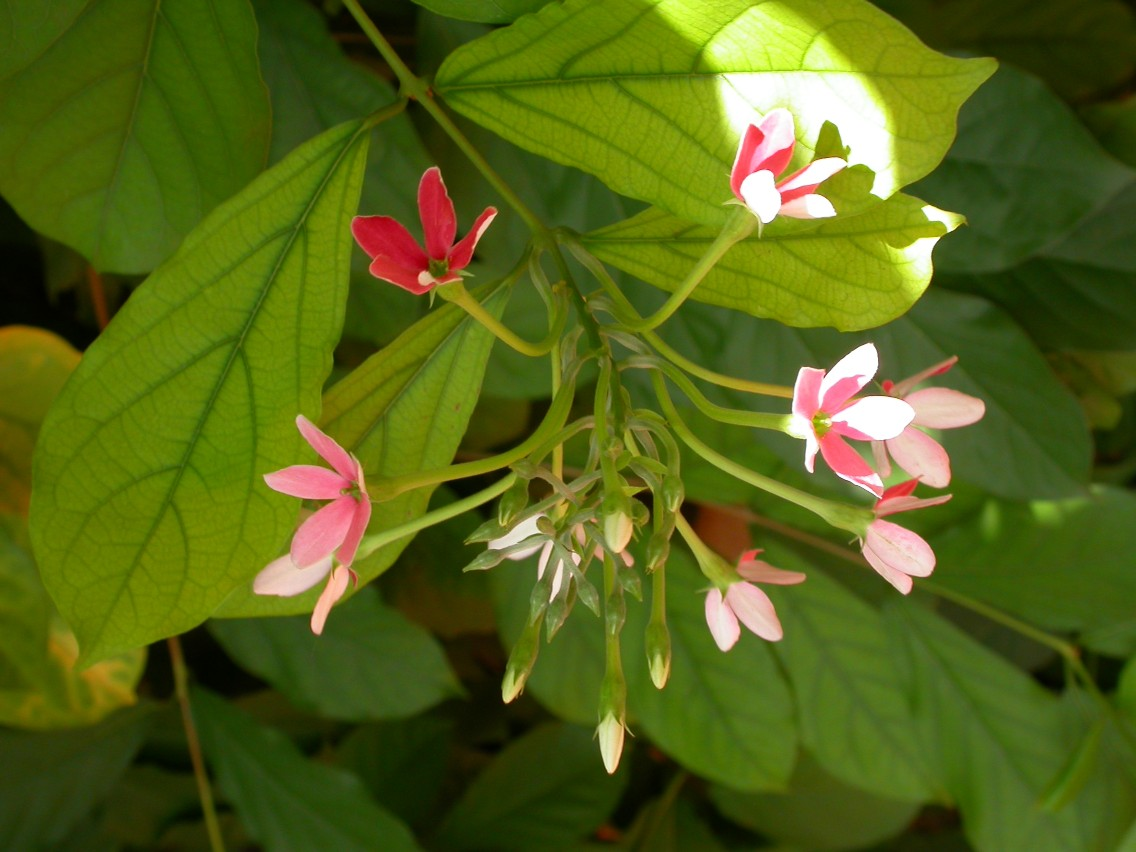
使君子的花初開時為白色後轉變為紅色

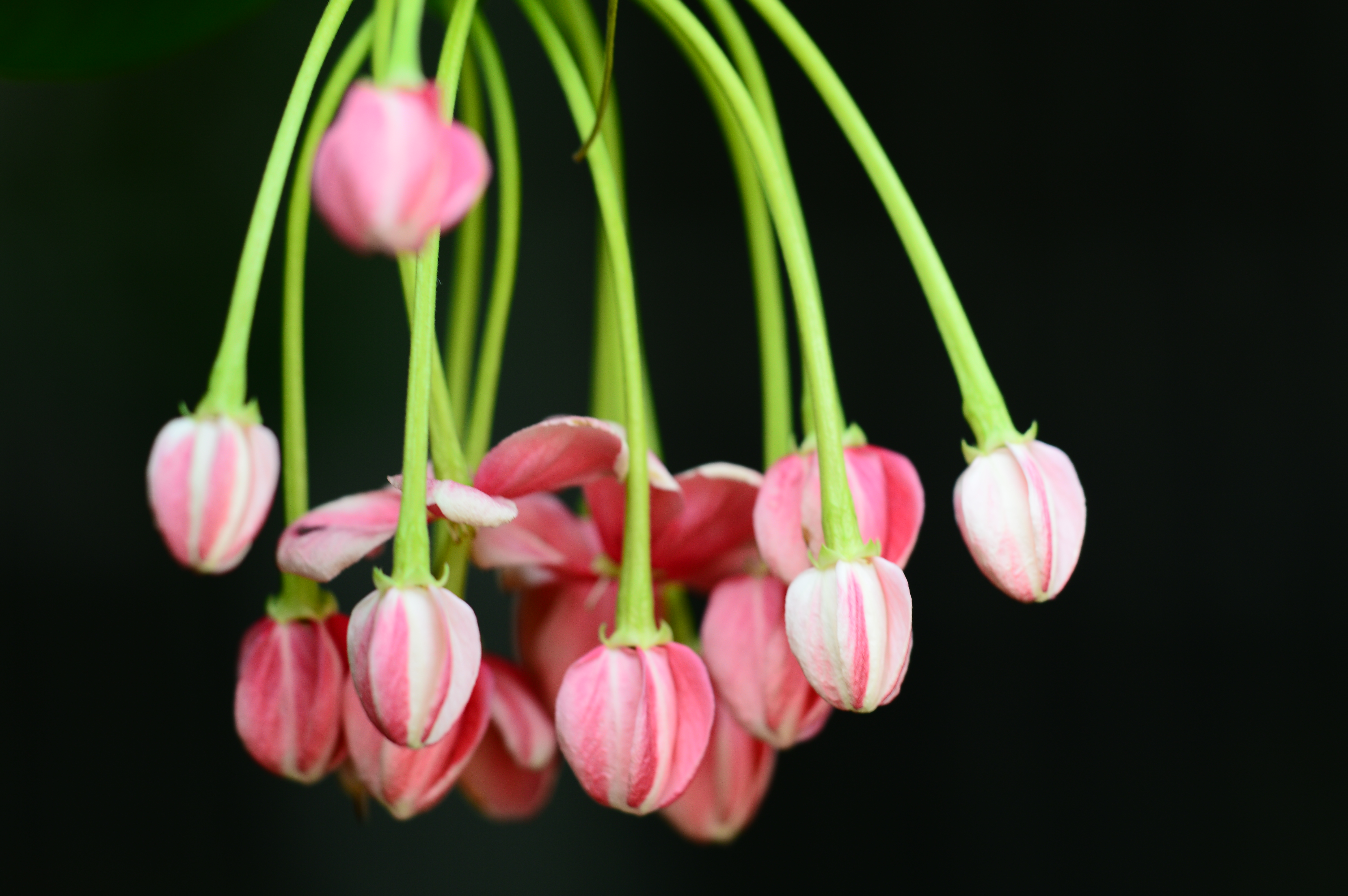
台灣老松國小使君子

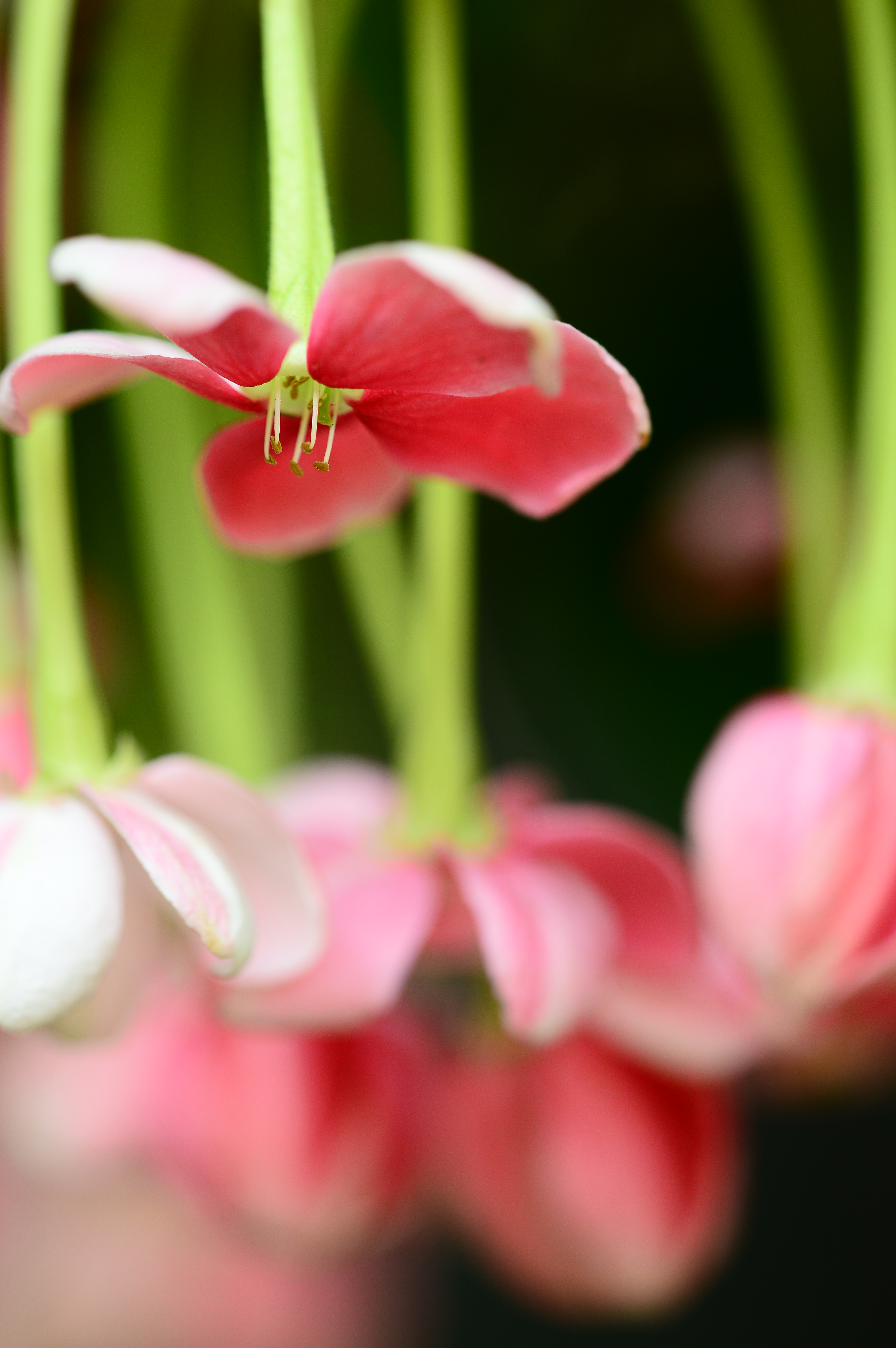
台灣老松國小使君子

## 醫藥用途
使君子乾燥成熟果實入藥，味甘，性温，無毒，歸脾、胃經，藥材主產於中國大陸福建、江西、廣東、廣西、湖南、雲南、重庆、貴州等省地，中醫歸類為驅蟲藥、健脾藥。中藥名為使君子，藥用之名始載《開寶本草》，於能殺蟲消積、健脾，具驅蟲、抗皮膚真菌等功效，主治蟲積腹痛、腹脹、瀉痢、小兒疳積、乳食停滯等，現代臨床應用於驅蛔蟲、蟯蟲、絛蟲及外用於各類皮膚真菌感染、陰道毛滴蟲等治療上。
使君子的葉入藥，味辛，性平，歸脾、胃經，中醫歸類為驅蟲藥。中藥名為使君子葉，具殺蟲解毒、理氣健脾等功效，主治小兒疽積、兒積、脘腹脹滿、瘡癤潰瘍等治療上。
使君子的根入藥，味辛、苦，性平，歸脾、肺經，中醫歸類為健脾藥、宣肺藥。中藥名為使君子根，具降逆止咳、殺蟲健脾等功效，主治咳嗽、痢疾、蟲積等治療上。

## 藥材鑑定
本品乾燥成熟果實，於秋季果皮變為紫黑色時採收，除去雜質後曬乾或烘乾；表面黑褐色至紫黑色，平滑具光澤，橢圓形或卵圓形，橫切面多為五角星形，棱角處果殼較厚，中間呈類圓形空腔，質地堅硬，種皮薄易脫落；子葉黃白色，2枚，斷面有裂紋，有油性；氣微香，味微甜。本品種載錄於《中國藥典》2005年版，定為中藥使君子的法定原植物來源種，主要透過性狀為指標，以控制藥材的質量。傳統經驗則認為以個大、色紫黑、具光澤、仁飽滿、色黃白者為佳。

## 化學成份
種子含氨基酸及其鹽類、脂肪酸類、三萜類及固醇類成份；果肉含脂肪類及可水解鞣質類成份；花和葉中含黃酮類成份；種仁含脂肪酸，當中以不飽和脂肪酸為主，亦含飽和脂肪酸。當中的使君子氨酸、使君子氨酸鉀為驅蟲活性成份。

## 延伸阅读
[在维基数据编辑]
 《欽定古今圖書集成·博物彙編·草木典·使君子部》，出自陈梦雷《古今圖書集成》
 《植物名實圖考·使君子》，出自吳其濬《植物名實圖考》

## 外部連結
- 使君子 Shijuzi （页面存档备份，存于） 藥用植物圖像數據庫 (香港浸會大學中醫藥學院) （中文）（英文）
- 使君子 中藥材圖像數據庫  (香港浸會大學中醫藥學院) （中文）（英文）
- 使君子 Shi Jun Zi （页面存档备份，存于） 中藥標本數據庫 (香港浸會大學中醫藥學院) （繁體中文）（英文）
- 使君子物種相冊中國自然標本館
- Quisqualis indica L.[永久]香港植物標本室
- 使君子 （页面存档备份，存于）樹木谷
- 使君子[永久]公務人力發展中心